# Si Samrong (huyện)
Si Samrong (tiếng Thái: ศรีสำโรง) là một huyện (amphoe) ở miền trung thuộc tỉnh Sukhothai, miền nam Thái Lan.

## Địa lý
Các huyện giáp ranh (từ phía nam theo chiều kim đồng hồ): Mueang Sukhothai, Ban Dan Lan Hoi, Thung Saliam và Sawankhalok thuộc tỉnh Sukhothai và Phrom Phiram thuộc tỉnh Phitsanulok.
Sông Yom chảy qua huyện này.

## Lịch sử
Huyện được đổi tên từ Khlong Tan sang Si Samrong năm 1939.

## Hành chính
Huyện này được chia thành 13 phó huyện (tambon), các đơn vị này lại được chia ra thành 137 làng (muban). Thị trấn (thesaban tambon) Si Samrong nằm trên toàn bộ tambon Wang Luek và một số khu vực của tambon Khlong Tan và Sam Ruean. Có 12 Tổ chức hành chính tambon.
| STT. | Tên          | Tên Thái   | Số làng | Dân số |  |
| ---- | ------------ | ---------- | ------- | ------ |  |
| 1.   | Khlong Tan   | คลองตาล    | 8       | 7.638  |  |
| 2.   | Wang Luek    | วังลึก       | 8       | 4.906  |  |
| 2.   | Wang Luek    | วังลึก       | 8       | 764    |  |
| 3.   | Sam Ruean    | สามเรือน    | 11      | 7.412  |  |
| 4.   | Ban Na       | บ้านนา      | 10      | 2.640  |  |
| 5.   | Wang Thong   | วังทอง      | 8       | 4.263  |  |
| 6.   | Na Khun Krai | นาขุนไกร    | 12      | 6.749  |  |
| 7.   | Ko Ta Liang  | เกาะตาเลี้ยง | 14      | 7.369  |  |
| 8.   | Wat Ko       | วัดเกาะ     | 11      | 5.031  |  |
| 9.   | Ban Rai      | บ้านไร่      | 10      | 5.532  |  |
| 10.  | Thap Phueng  | ทับผึ้ง       | 11      | 9.257  |  |
| 11.  | Ban San      | บ้านซ่าน     | 10      | 4.149  |  |
| 12.  | Wang Yai     | วังใหญ่      | 8       | 3.771  |  |
| 13.  | Rao Ton Chan | ราวต้นจันทร์  | 8       | 4.329  |  |